# Гус Фринг
Густа́во Фринг (сокращённо Гус или Гас, исп. Gustavo "Gus" Fring) — вымышленный персонаж в исполнении Джанкарло Эспозито, который выступает главным антагонистом криминального драматического сериала «Во все тяжкие» и одним из главных персонажей его приквела «Лучше звоните Солу». Он — чилийско-американский бизнесмен и крупный распространитель наркотиков на Юго-Западе США, который использует несколько легальных предприятий, в том числе сеть успешных ресторанов быстрого питания Los Pollos Hermanos («Братья-цыплята») и промышленную прачечную Lavandería Brillante («Блестящая прачечная»), в качестве прикрытия для отмывания денег для обширной операции по распространению наркотиков. Хотя внешне он сотрудничает с мексиканским картелем по распространению кокаина, он тайно замышляет месть его членам за смерть своего делового партнёра Максимино Арсиньеги от рук Гектора Саламанки, патриарха поддерживаемой картелем наркоторговли на Юго-Западе. Чтобы стать независимым от кокаина картеля, он строит секретную лабораторию под промышленной прачечной для производства метамфетамина.
Фринг был создан как персонаж, заменивший Туко Саламанку (которого сыграл актёр Рэймонд Крус) во втором сезоне сериала «Во все тяжкие». Гус как стоический бизнесмен был введён для того, чтобы быть противоположностью хаотичному Туко и выступать в роли противовеса Уолтеру Уайту. Персонаж получил высокое признание, а исполнение Эспозито этой роли принесло ему несколько номинаций и наград.

## Развитие персонажа

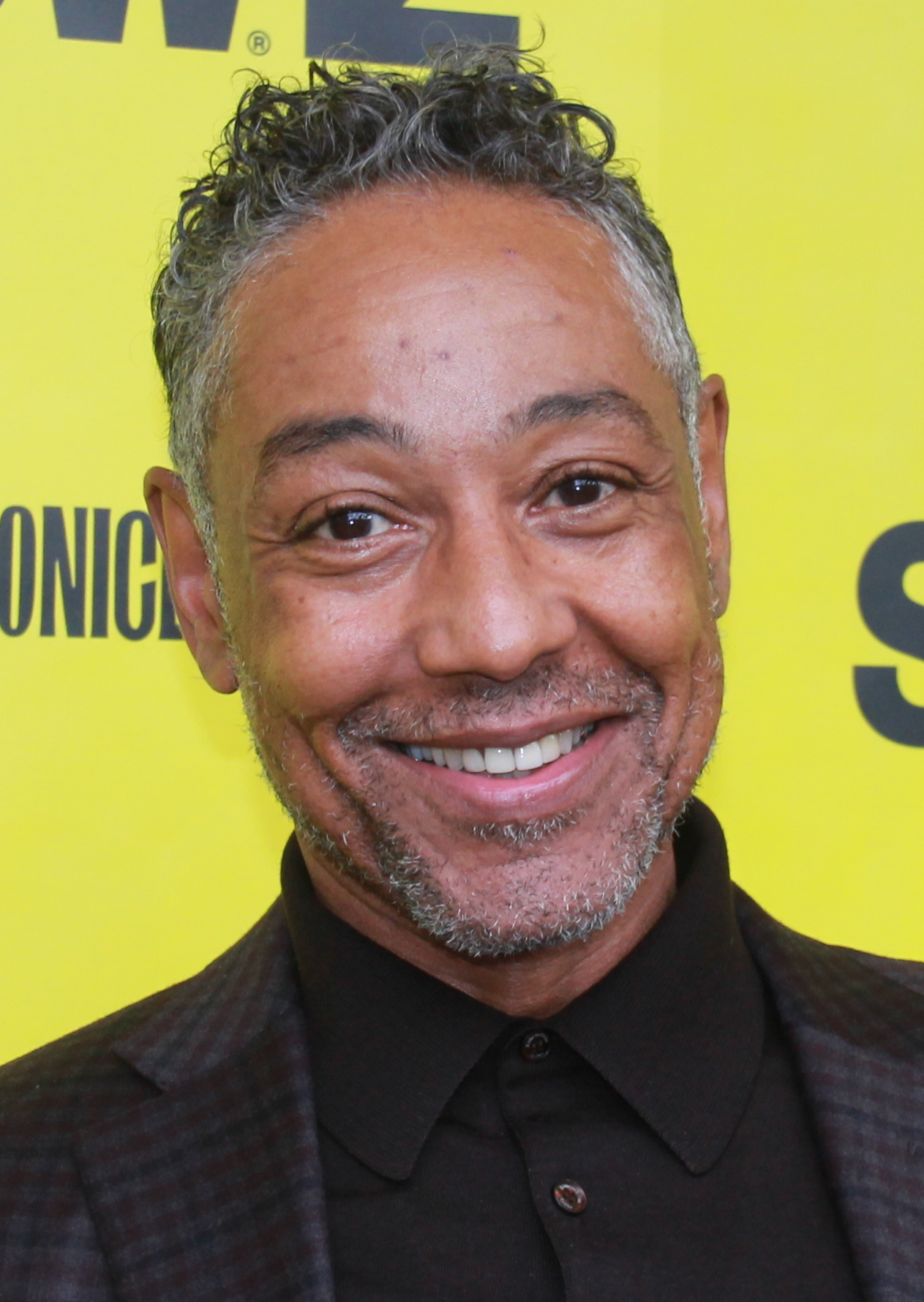
Джанкарло Эспозито исполняет роль Гуса Фринга в «Во все тяжких» и «Лучше звоните Солу»

Густаво Фринг назван в честь бывшего немецкого футболиста-интернационалиста Торстена Фрингса.
Когда Рэймонд Крус не смог продолжить играть Туко Саламанку во втором сезоне «Во все тяжкие» из-за его обязательств перед сериалом «Ищейка», сценаристы «Во все тяжких» исключили Туко из сериала и создали персонажа Гуса, который был его противоположностью. В то время как Туко употреблял метамфетамин и был «кричащим сумасшедшим», Гус был бы «немного сдержанным, хладнокровным, тихим бизнесменом».
Первоначально Джанкарло Эспозито предложили персонажа, который был описан им как «достойный большого восхищения, очень вежливый», и он решил сыграть этого персонажа так, как будто у него был «какой-то секрет». Не зная, в чём заключался этот секрет, Эспозито понимал потенциал Гуса как растущего персонажа, поэтому отклонил предложения о появлении в качестве гостя, как первоначально предполагалось для персонажа, и настоял на том, чтобы он регулярно появлялся в сериале. Чтобы добиться фирменного спокойствия Гуса, Эспозито использовал техники йоги, которые позволили ему подать персонажа как «очень хорошего слушателя».
Человечность в личности Гуса сыграла неотъемлемую роль в его развитии. Потеря Макса, его бойфренда, способствовала превращению Гуса в безжалостного преступника; он не останавливается ни перед чем, чтобы отомстить за смерть Макса, включая постепенное убийство всей семьи Гектора. Потеря Макса также усилила желание Гуса создать новую «семью», расширив свою метамфетаминовую империю, а также куриные рестораны. За несколько мгновений до смерти Гус умудряется спокойно поправить галстук, даже несмотря на то, что ему взорвало половину лица. Эспозито рассматривал это как важный жест, «когда человек возвращается к тому, что он всегда делал… быть собранным в своём уходе из этого мира».
Популярность Гуса, а также его важность для развития сериала, сделали возможным его появление вроде «флешбэков» в будущих эпизодах, но эта идея не была воплощена в жизнь до 2017 года, когда Гуса вернули в третьем сезоне сериала «Лучше звоните Солу». При задумке сюжета для фильма «Путь: Во все тяжкие. Фильм», Гиллиган рассматривал возможность включения Гуса в сюжет, но в конечном счёте отказался от этой идеи, так как он чувствовал, что фильм должен быть сосредоточен только на самых важных персонажах из жизни Джесси Пинкмана, в число которых Гус не входил.

## Анализ персонажа
У Гуса таинственное прошлое; его имя, скорее всего, псевдоним, поскольку ни Управление по борьбе с наркотиками (УБН), ни его собственный силовик Майк Эрмантраут не смогли найти никаких записей о нём до его прибытия в Мексику. Предположительно, он уроженец Чили, и члены картеля иногда называют его «Чилийцем». В эпизоде «Лучше звоните Солу» «Пиньята» он рассказывает находящемуся в коме Гектору историю о коати, который съел плод с дерева лукума, за которым он ухаживал в детстве в Чили. В эпизоде «Лучше звоните Солу» «Волшебник» Лало Саламанка ссылается на таинственный инцидент с участием Гуса, произошедший в Сантьяго. Гус иммигрировал в Мексику в 1980-х годах во время чилийской диктатуры Аугусто Пиночета, и во флешбэке во время эпизода «Во все тяжкие» «Одна минута» Гектор насмешливо называет его «Большим генералиссимусом», подразумевая, что Гус был связан с режимом Пиночета. Как упоминалось в эпизоде «Лучше звоните Солу» «JMM», у Гуса и Питера Шулера был общий опыт в Сантьяго, о котором Гус упоминает Питеру, чтобы успокоить его, когда он паникует из-за нападок Лало на бизнес Гуса. В «Братьях» Эладио говорит, что когда он приказал убить Макса, он пощадил Гуса из-за его неустановленных, но явно влиятельных связей с Чили. Винс Гиллиган заявил, что он намеренно оставил происхождение Гуса двусмысленным, сравнив его с чемоданом из «Криминального чтива».
Гус управляет по крайней мере двумя законными предприятиями: сетью успешных куриных ресторанов под названием Los Pollos Hermanos (Братья-цыплята) и промышленной прачечной Lavandería Brillante (Блестящая прачечная) в Альбукерке, штат Нью-Мексико. Рестораны Гуса расположены по всему Юго-Западу США, включая его флагманский ресторан в Альбукерке, а также птицефабрику фирмы и распределительный центр на окраине города. Компания является дочерней компанией Madrigal Electromotive GmbH, многонациональной компании, базирующейся в Германии и владеющей долями в нескольких дочерних компаниях. Хотя его сеть ресторанов является законным бизнесом, она служит прикрытием для Гуса, который распространяет кокаин для мексиканского картеля, а позже развивает свой собственный бизнес по производству и дистрибуции метамфетамина. Гус работает в партнёрстве с двумя руководителями Madrigal Electromotive GmbH: Петером Шулером, немцем, который является главой подразделения быстрого питания Madrigal Electromotive GmbH, и Лидией Родарт-Куэйл, вице-президентом компании по глобальной логистике из Хьюстона.
Гус поддерживает положительный общественный имидж: он поддерживает гражданские дела Альбукерке, в том числе местное УБН; в дополнение к дружбе с ответственным специальным агентом, Гус делает крупные пожертвования на благотворительные мероприятия управления. Под этим внешне приятным фасадом он безжалостен, жесток и макиавеллистичен в управлении своей огромной наркоимперией. У него работает несколько силовиков, и он лично убивал как соперников, так и союзников.

### Сексуальная ориентация
Во многом мотивами Гуса движет месть за смерть его партнёра Максимино «Макса» Арсиньеги от рук мексиканского картеля. Долгое время предполагалось, что отношения Гуса и Макса — это нечто большее, чем бизнес, прежде чем шоураннер Питер Гулд подтвердил их статус как любовников в 2022 году. В эпизоде «Лучше звоните Солу» «Вкуснятина» Гектор предполагает, что лучшим названием для Los Pollos Hermanos могло бы быть «Los Culos Hermanos» (Братья-задницы), намекая на то, что Гус и Макс были геями. В «Волшебнике» Лало обсуждает Гуса с Болсой и называет Макса бойфрендом Гуса. Как показано в эпизоде «Лучше звоните Солу» «Посвящается Максу», после прибытия в Альбукерке Гус приобрёл небольшую виллу на мексиканской стороне границы между Мексикой и США. Вилла служит резиденцией доктора Барри Гудмана и содержит фонтан, посвящённый Максу. Гомосексуальность Гуса затрагивается в эпизоде «Веселье и игры», где он расслабляется после того, как устранил Лало как угрозу своим планам, посетив винный бар и поговорив с Дэвидом, своим любимым сомелье. Гус намекает на свой интерес к Дэвиду, прежде чем принять решение прервать визит и уйти. В 2020 году Гиллиган заявил, что «лично я думаю, что Макс был для Гуса больше, чем просто другом. Я думаю, они, вероятно, были любовниками». Позже в подкасте The Watch Гулд подтвердил, что Гус и Макс были бойфрендами.

## Биография персонажа

### Предыстория
Эпизод «Братья» из сериала «Во все тяжкие» показывает, что Гус и его давний деловой партнёр и бойфренд Макс Арсиньега основали Los Pollos Hermanos в качестве прикрытия для продажи метамфетамина, который Макс «готовил». Они обратились к дону Эладио Вуэнте, лидеру картеля Хуареса, с предложением расширить свою торговлю наркотиками с помощью картеля; Эладио отказался, поскольку картель предпочёл продолжать распространять кокаин. Вместо этого Эладио приказал Гектору Саламанке убить Макса за продажу метамфетамина на территории картеля без разрешения. Эладио пощадил Гуса, но заставил его сотрудничать с картелем на условиях Эладио. В течение следующих 20 лет Гус внешне остаётся лояльным картелю, но затаивает злобу на Эладио, Хуана Болсу и Гектора, ожидая своего шанса отомстить. Обосновавшись в Альбукерке, Гус втайне надеется покончить со своей зависимостью от кокаина картеля, производя и распространяя метамфетамин в США. Поскольку семейный наркобизнес Саламанки, контролируемый Гектором, также включает Альбукерке, Гус вынужден иметь с ним дело, но стремится подорвать авторитет Саламанки.

### «Лучше звоните Солу»

#### 3-й сезон
Начо Варга платит Майку за то, чтобы он помог отстранить Туко Саламанку, племянника Гектора, от повседневной деятельности семейного наркобизнеса Саламанки. Вместо того, чтобы убить Туко, Майк делает так, чтобы Туко напал на него на виду у полиции, что приводит к аресту Туко. Майк опасается, что Гектор узнаёт, что Майк организовал тюремное заключение Туко, и обеспокоен тем, что Гектор отомстит Стейси и Кайли. Майк действует упреждающе, готовясь убить Гектора, но его прерывают в последний момент. Майк сообщает об этом прерывании Гусу, который объясняет, что он хочет быть тем, кто определит, когда Гектор умрёт. Однако Гус поощряет Майка продолжать нарушать работу грузовиков, на которых Гектор привозит из Мексики товары для магазинов мороженого и наркотики, а также отправляет наличные обратно картелю. После того, как Майк срывает две поставки, не раскрывая своей личности, Гектор требует, чтобы Гус временно использовал его грузовики Los Pollos Hermanos для доставки наркотиков Гектору и Гусу. Гус, который с самого начала хотел такого результата, делает вид, что неохотно соглашается. Позже он пытается заплатить Майку, но Майк отказывается от денег. Вместо этого он просит помощи в отмывании $250 000, которые он украл из одного из грузовиков Гектора, и Гус помогает ему, договорившись с Madrigal Electromotive нанять Майка в качестве эксперта по безопасности по контракту и ежемесячно выплачивать ему консультационные услуги.
Заключив новое соглашение о транспортировке, Начо и Артуро Колон прибывают на склад и ферму Los Pollos Hermanos, чтобы забрать партию наркотиков, и Начо пытается силой заставить себя взять шесть килограммов вместо оговорённых пяти. Когда подчинённый Гуса, Тайрус Китт, обращается к нему за советом, Гус видит возможность внедриться в организацию Саламанки и говорит Тайрусу дать Начо лишний килограмм. Начо опасается, что Гектор узнаёт о его роли в заключении Туко, и обеспокоен намерением Гектора захватить магазин мягкой мебели отца Начо для использования в качестве прикрытия. Он тайно заменяет лекарство Гектора от стенокардии на плацебо, надеясь, что у он умрёт от сердечного приступа. На встрече Хуана Болсы, Гуса, Гектора и Начо, Болса сообщает им, что использование грузовиков Гуса для перевозки наркотиков и наличных денег для обеих организаций будет постоянным соглашением. Вспышка гнева Гектора приводит к инсульту, и Гус вызывает скорую помощь, оказывая первую помощь, которая спасает Гектору жизнь, хотя он находится в коме. Начо следует предыдущему совету Майка заменить плацебо на настоящее лекарство Гектора, чтобы никто не заподозрил злой умысел. Гус, кажется, замечает действия Начо, но ничего не говорит.

#### 4-й сезон
Гектора срочно отправляют в больницу, в то время как Гуса, Начо и Артуро вызывают на встречу с Болсой на дистрибьюторский завод Los Pollos, где Болса заявляет, что до дальнейшего уведомления операция Саламанки будет продолжаться под руководством Начо и Артуро.
Леонель и Марко Саламанка (Кузены) прибывают присматривать за Гектором. Гус нанимает врача, чтобы наблюдать за выздоровлением Гектора. Просматривая медицинскую карту Гектора, Гус понимает, что в организме Гектора нет нитроглицерина, а это значит, что Начо пытался его убить. Когда Начо и Артуро прибывают на птицефабрику, чтобы забрать свою следующую партию, Гус душит и убивает Артуро, говорит Начо, что он знает, что сделал Начо, и если Начо не выполнит его приказ, он сообщит Саламанкам. Тайрус и Виктор обставляют смерть Артуро и жестокое нападение на Начо как дело рук Эспинос, в то время как Виктор продаёт им наркотики из машины Начо. Начо ложно идентифицирует Эспинос Кузенам, которые убивают Эспинос, чтобы вернуть «украденные» наркотики, прежде чем вернуться в Мексику, чтобы избежать встречи с властями. Гус приказывает прекратить лечение Гектора после того, как он восстановил подвижность указательного пальца правой руки, оставляя его восстановившийся разум в ловушке в его незажившем теле.
Гус работает с Майком над планированием строительства подземной метамфетаминовой «суперлаборатории» под Lavandería Brillante, промышленной прачечной, которой он владеет, используя дизайн, предоставленный химиком Гейлом Беттикером. Майк сопровождает инженеров по прачечной и расспрашивает их об их способности построить лабораторию, в то время как Гус тайно подслушивает. Гус предлагает работу Вернеру Циглеру после того, как был впечатлён откровенным описанием Вернером трудностей и риска. Гус обеспечивает команду Вернера жильём и удобствами на длительный срок, в то время как Майк обеспечивает безопасность и транспорт, призванные сохранить их присутствие в секрете. Вернер непреднамеренно рассказывает подробности подземного бетонного строительства посетителям во время прогулки в баре, и Майк заканчивает разговор. На следующий день Майк делает Вернеру завуалированное предупреждение, что Гус убьёт его, если он снова совершит ту же ошибку, и Вернер признаёт, что понимает.
Лало Саламанка прибывает, чтобы руководить наркобизнесом Саламанки. Он сразу же с подозрением относится к Гусу и наблюдает за его рестораном и птицефабрикой. Поскольку строительство отстаёт от графика, Вернер скучает по своей жене и совершает побег, чтобы встретиться с ней. Майк убеждает Гуса позволить Майку найти Вернера и вернуть его обратно вместо того, чтобы убивать его. Майк выслеживает Вернера до магазина денежных переводов, а затем на близлежащий курорт. Лало следует за Майком, убивает Фреда, кассира по переводу денег, чтобы получить информацию, обнаруженную Майком, затем звонит по курортам, пока не находит Вернера. Притворившись, что работает на Гуса, Лало узнаёт от Вернера некоторые детали устройства лаборатории до того, как Майк прибывает и заканчивает разговор. Зная, что Лало может отследить действия Вернера до Гуса, Гус говорит, что Вернер должен быть убит. Гус предлагает послать людей, чтобы сделать это, но Майк берёт на себя ответственность, потому что Вернер сбежал во время его дежурства, поэтому он неохотно убивает Вернера сам.

#### 5-й сезон
Гус договаривается, чтобы Начо брал кокаин низкого качества, когда забирал наркотики Саламанки в Los Pollos Hermanos. Слухи о «разбавленном» продукте доходят до Начо и Доминго Молины, которые сообщают Лало о них. Лало подтверждает наличие примесей в кокаине во время визита к уличным дилерам Саламанки. На встрече с Лало и Хуаном Болсой Гус ложно утверждает, что Вернер Циглер работал под руководством Майка над созданием системы охлаждения для птицефабрики Гуса и что Вернер сбежал после кражи кокаина. Далее Гус утверждает, что в попытке скрыть пропажу он заменил украденный кокаин метамфетамином местного производства. История объясняет события, о которых известно Лало, включая отъезд Вернера из Альбукерке, преследование Майком и последующую смерть. Лало принимает легенду Гуса и извинения, но остаётся подозрительным. Хуан напоминает Лало, что Гус пользуется доверием дона Эладио, и указывает, что Лало следует оставить это дело в покое. Поскольку Лало остаётся подозрительным, Гус прекращает строительство подпольной лаборатории по производству метамфетамина и просит Майка отправить рабочих Вернера домой. Гус предлагает продолжать платить Майку во время задержки, но Майк отказывается из-за разочарования из-за кажущегося отсутствия сострадания у Гуса к Вернеру.
Гус принуждает Начо предоставить инсайдерскую информацию о Саламанках. Начо завоёвывает доверие Лало, и после ареста Доминго Начо и Лало используют Джимми Макгилла / Сола Гудмана, чтобы добиться освобождения Доминго из тюрьмы в обмен на местонахождение нескольких тайников Гуса. Начо сообщает об этом плане Гусу, который планирует отменить доставку, но Начо предупреждает, что это выявит «крота» в организации Саламанки. Гус соглашается, и в ночь передачи он напряжённо ждёт, пока Виктор и Диего убедятся, что УБН и местная полиция конфискуют почти миллион долларов, но не найдут никаких зацепок к Гусу.
Майк проводит несколько недель, пребывая в депрессии из-за смерти Вернера, и чрезмерно пьёт. После того, как он был ранен местной бандой, Гус отвёз его в принадлежащее Гусу пуэбло недалеко от мексиканской границы, где есть фонтан, посвящённый Максу. Доктор Барри Гудман залечивает раны Майка, и Майк остаётся подлечиваться. Гус навещает Майка и просит присоединиться к его организации, говоря, что он хочет, чтобы Майк был с ним, потому что Майк понимает его потребность в мести.
Гус договаривается, чтобы Начо докладывал Майку о своей деятельности по подрыву организации Саламанки. Майк работает под вымышленным именем, чтобы тайно указать полиции на Лало в убийстве Фреда, продавца в магазине денежных переводов. Полиция окружает и арестовывает Лало. Находясь в тюрьме под вымышленным именем, Лало связывается с Начо и говорит, что хочет, чтобы Начо сжёг флагманский ресторан Гуса Los Pollos Hermanos. Гус и другие владельцы дочерних компаний предоставляют отчёты о состоянии дел Петеру Шулеру, генеральному директору Madrigal. Позже Гус информирует Петера и Лидию о состоянии лаборатории по производству метамфетамина, и Гус уверяет Петера, что вернёт план в нужное русло. Когда Гус возвращается домой, они с Начо сохраняют роль Начо как «крота» в организации Саламанки, уничтожая ресторан Гуса. Гус хочет, чтобы Лало освободили, поэтому он просит Майка сообщить Джимми подробности его расследования в отношении Лало. Джимми использует эту информацию, чтобы обвинить полицию в подтасовке показаний, что позволяет ему выиграть ходатайство об освобождении Лало под залог.
Джимми едет в отдалённое место в пустыне, чтобы забрать деньги для залога у Кузенов. Когда он отправляется в обратный путь, ему преграждают путь несколько вооружённых людей, которые забирают деньги и готовятся убить его. На бандитов внезапно нападает неизвестный стрелок. Все, кроме одного, убиты, а оставшийся в живых убегает на единственном автомобиле нападавшего, который ещё пригоден для вождения. Невидимым стрелком был Майк, который выслеживал Джимми для Гуса. Грузовик Майка тоже был повреждён, поэтому они с Джимми забирают деньги и отправляются обратно в Альбукерке на машине Джимми. Когда машина ломается, Джимми и Майк берут деньги и идут пешком по пересечённой местности, чтобы избежать встречи с выжившим бандитом. После ночи в пустыне Майк убивает выжившего стрелка, и они продолжают путь.
Джимми и Майк в конце концов добираются до стоянки грузовиков, где их забирают Тайрус и Виктор. Майк и Джимми придумывают историю, которую Джимми расскажет Лало после того, как Джимми внесёт залог. Джимми говорит Лало, что он был один и пошёл пешком после того, как его машина сломалась, чтобы не подвергать риску деньги. Лало говорит, что намерен вернуться в Мексику, чтобы избежать пристального внимания полиции и прокуратуры. Майк информирует Гуса о событиях в пустыне, и Гус понимает, что нападение было заказано Хуаном Болсой, чтобы защитить бизнес Гуса. Майк говорит Гусу, что Начо хочет прекратить свою работу информатора для семьи Саламанка, но Гус отказывается расставаться с ценным активом.
Пока Гус наблюдает за уборкой и восстановлением сгоревшего дотла ресторана Los Pollos Hermanos, Майк сообщает ему, что Лало вернулся в свой дом в Чиуауа и что Начо с ним. Гус говорит, что он послал боевиков убить Лало, и что Начо, возможно, сможет помочь. Начо получает звонок с инструкцией оставить задние ворота Лало открытыми в 3 часа ночи. Начо просит пощадить семью Лало. Лало просыпается в 3 часа ночи, поэтому Начо разводит огонь на кухне, чтобы отвлечь его. Когда Лало отправляется на разведку, Начо открывает ворота и убегает. Вооружённые люди входят, убивают семью Лало и ранят Лало. Лало сбегает из дома через потайной туннель, затем пробирается обратно и убивает всех стрелков, кроме одного. Затем он заставляет выжившего позвонить посреднику, который организовал убийство, и сообщить, что Лало мёртв.

#### 6-й сезон
После перестрелки в доме Лало, Лало убивает местного фермера, чтобы использовать его вместо него, и Кузены сообщают, что Лало мёртв. Гус настроен скептически, недоумевая, как погибли все наёмные убийцы, но Лало всё равно удалось убить. Гус устраивает так, чтобы Начо спрятался в мотеле, пока он ждёт транспорта в США. Гус и Хуан Болса встречаются с Гектором Саламанкой, чтобы выразить соболезнования и пообещать отомстить, но поведение Гектора убеждает Гуса в том, что Лало всё ещё жив. Люди Майка и Гуса взламывают сейф Начо и забирают его наличные и поддельные канадские удостоверения личности, которые он сделал для себя и своего отца. Виктор доставляет дубликат сейфа, в который Майк кладёт наличные, поддельное удостоверение личности Начо и конверт. Хуан Болса и его люди взламывают дубликат сейфа и находят конверт, содержащий номер телефона мотеля и реквизиты оффшорного банковского счёта. Начо считает, что за ним наблюдают, противостоит наблюдателю и подтверждает, что он работает на Гуса. Начо понимает, что Гус предал его картелю, и готовится бежать, но прибывают Кузены на его поиски.
Начо убегает из засады и прячется от Кузенов. Сделав прощальный звонок своему отцу, он звонит Майку и просит поговорить с Гусом. Начо предлагает сдаться, но только если его отец будет находиться под защитой. Гус организует перевозку Начо контрабандой в США, и Майк с Начо пересматривают план Гуса в отношении Начо, чтобы снять с Гуса вину за смерть Лало. Начо скажет, что работал на конкурирующую наркосемью, а затем попытается сбежать. Затем Виктор убьёт его, гарантируя, что Саламанки не подвергнут его пыткам. Пока Майк занимает огневую позицию со своей винтовкой, Гус, Виктор и Тайрус передают Начо Хуану Болсе, Гектору Саламанке и Кузенам. Начо утверждает, что он работал на конкурирующую семью Альварес, когда убил Лало, и подтверждает свою историю, рассказывая, что он пытался убить Гектора, но Гус спас его. Вместо того, чтобы пытаться сбежать, чтобы Виктор мог убить его, Начо использует осколок стекла, чтобы освободиться от наручников, схватить пистолет Хуана и покончить с собой.
Убеждённый в том, что Лало жив, Гус принимает меры предосторожности, включая ношение пуленепробиваемого жилета под одеждой и ношение пистолета. В то время как двойник занимает его место в его доме, Гус использует систему туннелей, чтобы проникнуть в соседний дом, который, как выясняется, является оперативным центром, из которого он наблюдает за обширными мероприятиями по наблюдению, которые прочёсывают Альбукерке в поисках признаков Лало. Его вера в то, что Лало жив, вызывает у Гуса бессонницу и вызывает у него невнимательность во время работы в его ресторане. Гус посещает строительную площадку своей планируемой лаборатории по производству метамфетамина и тщательно осматривает её, прежде чем спрятать пистолет в гусенице экскаватора.
Лало убивает Говарда Хэмлина в квартире Джимми Макгилла и Ким Уэкслер, затем даёт Джимми адрес и описание человека, которого он хочет, чтобы Джимми застрелил. Джимми убеждает Лало послать вместо себя Ким. Майк задерживает её у входной двери дома Гуса, и она указывает на тело Гуса, двойника человека, которого Лало хотел убить. Майк и его люди отправляются в квартиру Джимми и Ким, но когда Ким говорит Гусу, что Лало согласился отправить её вместо Джимми, Гус понимает, что стрельба — это отвлекающий манёвр. Он едет в Lavandería Brillante, где Лало устраивает ему засаду и убивает его телохранителей. Лало использует видеокамеру, чтобы получить доказательства того, что Гус планировал создать лабораторию по производству метамфетамина для дона Эладио, что докажет нелояльность Гуса картелю. Лало заставляет Гуса под дулом пистолета отвести его на место, затем Гус оскорбляет Эладио и семью Саламанка, пока Лало снимает его на видео, но речь Гуса — отвлекающий манёвр, который позволяет ему вызвать отключение электроэнергии, в результате чего выключается свет. В темноте он достаёт пистолет, который спрятал ранее, и стреляет в Лало. Снова включив свет, он обнаруживает, что он ранен, но при этом он смертельно ранил Лало. Пока Гуса лечат дома, Майк наблюдает за захоронением Лало и Говарда под лабораторией по производству метамфетамина.
Гектор связывается с доном Эладио и сообщает информацию о выживании Лало и последующем исчезновении и утверждает, что Гус убил Лало. Эладио встречается с Хуаном Болсой, Гусом, Гектором, Марко и Леонелем. Гус отрицает обвинения Гектора, и поскольку нет никаких доказательств того, что Лало выжил, Эладио признаёт, что он был убит при первой попытке убийства. Чтобы сохранить мир между Гектором и Гусом, Эладио делит между ними наркоторговлю вокруг Альбукерке. Вернувшись в США, Гус говорит Майку немедленно возобновить работу над запланированной лабораторией по производству метамфетамина. Позже Гус посещает ресторан, где приятно беседует с Дэвидом, своим любимым сомелье. Когда Дэвид уходит за редкой бутылкой, чтобы показать её Гусу, Гус прерывает свой визит и покидает ресторан.

### «Во все тяжкие»

#### 2-й сезон
Когда Уолтер Уайт ищет покупателя на свой высококачественный метамфетамин, Сол Гудман договаривается о встрече с неизвестным покупателем. Уолт и его партнёр, Джесси Пинкман, приходят в ресторан Los Pollos Hermanos в Южной долине, но покупатель, похоже, так и не появляется, а Джесси и Уолт не подозревают, что Гус, менеджер ресторана, молча наблюдал за ними. Уолт позже это осознаёт и устраивает вторую встречу только с самим собой и Гусом. Гус говорит ему, что он не заинтересован в ведении бизнеса, поскольку Джесси опоздал на первую встречу и он был под кайфом и, следовательно, потенциально ненадёжен. Уолт убеждает Гуса пересмотреть своё решение, обещая, что ему никогда не придётся иметь дело с Джесси и что их продукт принесёт ему огромную прибыль. В конце концов Гус соглашается приобрести 38 фунтов метамфетамина Уолта за $1,2 миллиона, но только в том случае, если его можно будет доставить в течение ограниченного времени в удалённое место. Поскольку Джесси потерял сознание после употребления героина со своей девушкой Джейн Марголис, Уолт вынужден пропустить рождение своей дочери Холли, чтобы доставить товар. Вскоре после этого Гусу вместе с другими местными активистами устраивают экскурсию по полевому офису УБН в Альбукерке. Находясь там, он узнаёт, что у Уолта рак лёгких и что его свояк, Хэнк Шрейдер, является агентом УБН.

#### 3-й сезон
Гус доволен качеством голубого метамфетамина Уолта и предлагает ему $3 миллиона за три месяца его работы, чтобы он готовил больше в высокотехнологичной «суперлаборатории», спрятанной под промышленной прачечной, которой владеет Гус. Уолт сначала отказывается, но Гус в конце концов убеждает Уолта, что он должен готовить ради финансовой безопасности своей семьи. Гус предоставляет ему Гейла Беттикера, талантливого химика, который создал суперлабораторию, чтобы тот помогал готовить, но Уолту нужно успокоить Джесси после того, как Хэнк напал на него, поэтому он убеждает Гуса вернуть Джесси в качестве своего помощника. Гус сообщает картелю, что, как только Уолт завершит свои три месяца работы, они смогут с лёгкостью убить его. Леонель и Марко Саламанка теряют терпение и едут из Мексики в США, чтобы совершить убийство, но вмешивается Гус и указывает им на Хэнка, который на самом деле убил Туко. Гус анонимно предупреждает Хэнка о готовящемся нападении, что позволяет Хэнку убить Марко и серьёзно ранить Леонеля, несмотря на то, что он почти парализован ниже пояса. Гус использует своё влияние на полицию, чтобы отвлечь их в больнице, чтобы Майк мог вколоть Леонелю смертельную инъекцию.
Покушение на жизнь Хэнка приводит к крупномасштабным репрессиям против картеля, и Хуана Болсу убивают. Понимая, что на карту поставлена его собственная жизнь, Уолт соглашается продолжать готовить в суперлаборатории в течение длительного периода за $15 миллионов при содействии Джесси, но Гус всё ещё обеспокоен лояльностью Джесси. Джесси узнаёт, что наркоторговцы, работающие на Гуса, были ответственны за смерть Томаса, младшего брата подруги Джесси, Андреи. Прежде чем Джесси сам сможет убить их, Уолт переезжает их на своей машине и велит Джесси бежать. Уолт объясняет Гусу, что это была просто «заминка» в их соглашении. Гус соглашается закрыть на это глаза, но восстанавливает Гейла в должности помощника Уолта и конфиденциально говорит Гейлу изучить все методы Уолта, чтобы он мог сменить Уолта. Уолт понимает, что Гус пытается сделать из Гейла замену Уолту, а это значит, что его жизнь в опасности, поэтому Уолт тайно встречается с Джесси и просит его выяснить, где живёт Гейл. Как только Джесси находит квартиру Гейла, Уолт намеревается убить его, но Виктор останавливает его и приводит в лабораторию, где его ждёт Майк. Уолт просит Майка позволить ему позвонить Джесси и убедить его прийти в лабораторию, но вместо этого Уолт велит Джесси убить Гейла. Виктор стремится добраться до квартиры Гейла, но Джесси прибывает первым и убивает Гейла.

#### 4-й сезон
Разъярённый, узнав об убийстве Гейла, Гус прибывает в лабораторию, где Уолт и Джесси были под охраной Виктора и Майка. Зная, что его узнали в квартире Гейла, Виктор опасается за свою жизнь и пытается показать, что он по-прежнему полезен Гусу, начав готовить метамфетамин, которому он научился, охраняя Уолта и Джесси. Уолт умоляет Гуса пощадить их, но они шокированы, когда Гус вскрывает Виктору шею и позволяет ему истечь кровью до смерти у них на глазах. Гус спокойно говорит Уолту и Джесси возвращаться к работе и усиливает надзор в лаборатории, устанавливая камеры слежения и заставляя Майка и Тайруса наблюдать за ними во время работы. Майк намекает Гусу, что им, возможно, удастся вбить клин между Уолтом и Джесси. Майк забирает Джесси из лаборатории, чтобы помочь забрать товар с точек сбора и выполнить другие задания, и устраивает так, чтобы Джесси сорвал заранее спланированное нападение на него, что повышает уверенность Джесси и увеличивает его чувство лояльности к Майку и Гусу. Гус впечатлён мужеством Джесси и просит Майка привлечь его к дополнительной работе вне лаборатории. Беспокоясь об их безопасности, Уолт даёт Джесси сигарету со спрятанной внутри капсулой рицина и говорит ему отравить Гуса, когда у него будет такая возможность, но Джесси не выполняет приказ.
Гус договаривается встретиться с доном Эладио и другими лидерами картеля, чтобы уладить разногласия, из-за которых картель разрушил бизнес Гуса, и он приводит с собой Майка и Джесси. Джесси готовит превосходную порцию метамфетамина, и Гус предлагает ему остаться в Мексике и работать на картель. Джесси встревожен, но это предложение является уловкой. Во время вечеринки в доме Эладио, чтобы отпраздновать их сближение, Гус обманом заставляет Эладио и большинство других лидеров картеля выпить из отравленной бутылки текилы. Гус делает глоток первым, чтобы развеять подозрения, но потом заставляет себя выблевать напиток. Во время драки, которая завязывается после того, как лидеры картеля начинают умирать от действия яда, Джесси помогает больному Гусу и раненому Майку сбежать, убивая в процессе последнего известного живого внука Гектора, Хоакина Саламанку. Он привозит их в импровизированную больницу доктора Гудмана, которую Гус ранее устроил на своей вилле, где оба проходят лечение. Выздоровев, Гус возвращается в Альбукерке и насмехается над Гектором, говоря ему, что все лидеры картеля мертвы и что из-за смерти Хоакина семейная линия Саламанки заканчивается на Гекторе. Джесси больше не лоялен Уолту и отказывается быть его защитником. Когда УБН начинает связывать смерть Гейла с Гусом, Гус увольняет Уолта и угрожает убить семью Уолта, если он будет мстить или доносить на него.
Считая свою жизнь в опасности, Уолт пытается убить Гуса трубчатой бомбой, прикреплённой к его машине, но Гус чувствует что-то неладное и отходит от машины. Запаниковав, Уолт забирает бомбу и прячется у себя дома. После безуспешной попытки заручиться помощью Джесси в убийстве Гуса Уолт отравляет Брока, сына Андреи, и убеждает Джесси, что Гус ответственен за это. Джесси соглашается помочь Уолту и рассказывает ему о распорядке дня Гуса, включая его визиты к Гектору в дом престарелых. Убеждённый обещанием Уолта окончательно отомстить Гусу, Гектор притворяется, что стал информатором УБН. Гус навещает Гектора и готовится убить его смертельной инъекцией, но Гектор начинает звонить в колокольчик на своём инвалидном кресле, чтобы привести в действие трубчатую бомбу. Увидев бомбу, прикреплённую под сиденьем Гектора, Гус пытается сбежать из комнаты. Бомба взрывается, убивая Гектора и Тайруса; сначала кажется, что Гус невредим, но камера медленно перемещается вокруг него, чтобы показать, что взрывом ему оторвало правую сторону лица. Он спокойно поправляет галстук, прежде чем замертво рухнуть на пол.

#### 5-й сезон
Смерть Гуса имеет многочисленные последствия. Продолжающееся расследование его смерти доходит до его ресторанного бизнеса и разрушенной суперлаборатории, которую Уолт и Джесси сожгли после смерти Гуса. Зная, что записи с камер наблюдения, хранящиеся на ноутбуке Гуса, могут изобличить их, Уолт, Джесси и Майк используют электромагнит за пределами полицейского участка, чтобы уничтожить компьютер и его жёсткий диск, пока он находится в полицейской комнате для сбора улик. Полиция восстанавливает номера счетов и коды доступа к оффшорным счетам, которые Гус ранее открыл, чтобы заплатить своим сотрудникам за их молчание, и арестовывает счета. Майк, Уолт и Джесси являются партнёрами в новом бизнесе по производству метамфетамина, причём Майк продолжает платить бывшим сотрудникам Гуса из своей доли прибыли, чтобы гарантировать их дальнейшее молчание. Когда полиция успешно пресекает эти платежи, Уолт опасается, что его личность будет раскрыта, и пытается узнать имена сотрудников у Майка, чтобы можно было убить их. Когда Майк отказывается, Уолт убивает его. Затем Уолт узнаёт имена от Лидии Родарт-Куэйл и убивает бывших сотрудников Гуса в тюрьме, прежде чем они смогут раскрыть личность Уолта, фактически положив конец империи Гуса по распространению наркотиков.

## Приём
За роль Гуса Эспозито получил премию «Выбор телевизионных критиков» за лучшую мужскую роль второго плана в драматическом сериале на 3-й церемонии вручения премии и получил три номинации на премию «Эмми» за лучшую мужскую роль второго плана в драматическом сериале. Paste поставил Гуса на 3-е место в своём списке 20 лучших персонажей 2011 года. TV Guide дал ему 3 место в своём списке 60 самых отвратительных злодеев всех времён за 2013 год, а в 2016 году «Rolling Stone» поставил его на 7-е место в списке «40 величайших телевизионных злодеев всех времён». Изображение Гуса как гея получило высокую оценку как пример убедительного антагониста, которым движет его сексуальная ориентация.
Хотя персонаж Гуса Фринга и игра Эспозито были высоко оценены критиками, некоторые носители испанского языка раскритиковали неестественный акцент актёра, когда он говорил по-испански. В статье NPR 2014 года, посвящённой репрезентациям испанского языка и спанглиша на американском телевидении, был выделен персонаж Гуса, а один фанат сказал, что его «так больно слушать» и что его разозлило, что «у такого ключевого и фантастического персонажа такой гигантский, заметный изъян, который словно звуку скрежета гвоздя по доске».